# Sabonnères
Sabonnères är en kommun i departementet Haute-Garonne i regionen Occitanien i södra Frankrike. Kommunen ligger i kantonen Rieumes som tillhör arrondissementet Muret. År 2022 hade Sabonnères 333 invånare.

## Befolkningsutveckling
Antalet invånare i kommunen Sabonnères
Referens:INSEE